# 民間都市開発の推進に関する特別措置法
民間都市開発の推進に関する特別措置法（みんかんとしかいはつのすいしんにかんするとくべつそちほう、昭和62年6月2日法律第62号）は、民間事業者によって行われる都市開発事業推進に関する日本の特別措置法である。

## 目的
- 民間事業者によって行われる都市開発事業を推進するための特別の措置を定めることにより、良好な市街地の形成と都市機能の維持及び増進を図り、もって地域社会の健全な発展に寄与すること

## 構成
- 第一章　総則（第1条・第2条）
- 第二章　民間都市開発推進機構（第3条 - 第14条）
- 第三章　事業用地適正化計画の認定（第14条の2 - 第14条の13）
- 第四章　雑則（第15条 - 第19条）
- 第五章　罰則（第20条 - 第22条）
- 附則

## 下位法令
- 民間都市開発の推進に関する特別措置法施行令（昭和62年政令第275号）
- 民間都市開発の推進に関する特別措置法施行規則（昭和62年建設省令第19号）

## 民間都市開発推進機構の指定
国土交通省は法第3条に基づき「民間都市開発推進機構」として「一般財団法人民間都市開発推進機構」を指定している。